# Superskupina
Superskupina je glasbena skupina, katere člani so glasbeniki, ki so dosegli uspeh že v svojih predhodnih skupinah ali solo. Običajno se naziv uporablja za kratkožive pop ali rock zasedbe, kjer se slavni posamezniki zberejo da posnamejo album in izvedejo nekaj koncertov, potem pa razpadejo. Slava njihovih članov zagotovi takšni skupini takojšnjo pozornost javnosti (kar se običajno prevede v dober obisk koncertov in prodajo glasbe), po drugi strani pa je hiter razpad pogosto neizbežen, ker so v superskupini združene močne in po možnosti konfliktne osebnosti, ki poleg tega ustvarjajo tudi v drugih skupinah in nimajo veliko časa za stranske projekte.
Le v redkih primerih se takšne skupine obdržijo in ustvarjajo skupaj dlje časa (npr. Crosby, Stills & Nash), izraz pa se lahko uporablja tudi za glasbenike drugih slogov, denimo Tri tenorje v operni glasbi. V 1980. letih so bile priljubljene tudi dobrodelne superskupine kot je Band Aid, ki so jih sestavili glasbeni promotorji za zbiranje denarja v dobrodelne namene.

## Zgledi
| Ustanovljena | Ime                                                    | Člani | Opombe | Viri        |
| ------------ | ------------------------------------------------------ | --- | --- | ----------- |
| 1966         | Cream                                                  | - Eric Clapton (The Yardbirds, John Mayall & the Bluesbreakers) - Jack Bruce (Graham Bond Organisation, Manfred Mann) - Ginger Baker (Graham Bond Organisation)                                                                                          | »Prva rock superskupina« Albumi: Fresh Cream, Disraeli Gears, Wheels of Fire, Goodbye                                                                             | [ 4 ]       |
| 1968         | Crosby, Stills & Nash oz. Crosby, Stills, Nash & Young | - David Crosby (The Byrds) - Stephen Stills (Buffalo Springfield) - Graham Nash (The Hollies) - Neil Young (Buffalo Springfield, Crazy Horse) - občasni član od 1969 - John Barbata (The Turtles) - pridružen kasneje leta 1968, ni bil posebej imenovan | Albumi: Crosby, Stills & Nash, Déjà Vu, CSN, Daylight Again, American Dream, Live It Up, After the Storm in Looking Forward ter trije albumi v živo               | [ 4 ] [ 5 ] |
| 1970         | Emerson, Lake & Palmer                                 | - Keith Emerson (The Nice) - Greg Lake (The Gods, King Crimson) - Carl Palmer (Atomic Rooster, The Crazy World of Arthur Brown) | Albumi: Emerson, Lake & Palmer, Tarkus, Trilogy idr. | [ 6 ]       |
| 1984         | Nick Cave and the Bad Seeds                            | - Nick Cave (The Birthday Party) - Mick Harvey (Crime and the City Solution, The Birthday Party idr.) - Blixa Bargeld (Einstürzende Neubauten) - Barry Adamson (Magazine) - Hugo Race (The Wreckery, solo) - Thomas Wydler (Die Haut)                    | | [ 7 ]       |
| 1988         | Traveling Wilburys                                     | - George Harrison (The Beatles, solo) - Bob Dylan (solo) - Tom Petty (Tom Petty and the Heartbreakers) - Jeff Lynne (The Idle Race, The Move, Electric Light Orchestra) - Roy Orbison (solo)                                                             | Albumi: Traveling Wilburys Vol. 1, Traveling Wilburys Vol. 3 | [ 4 ]       |
| 1990         | Trije tenorji                                          | - Plácido Domingo - José Carreras - Luciano Pavarotti | Albumi: Carreras Domingo Pavarotti in Concert (1990), The Three Tenors in Concert 1994 (1994), The Three Tenors: Paris 1998 (1998), The 3 Tenors Christmas (2000) | [ 2 ]       |
| 1995         | Me First and the Gimme Gimmes                          | - Spike Slawson (Swingin' Utters) - »Fat« Mike Burkett (NOFX) - Chris Shiflett (Foo Fighters, No Use for a Name) - Joey Cape (Lagwagon) - Dave Raun (Lagwagon)                                                                                           | Skupina izvaja izključno punk rock priredbe znanih skladb. | [ 8 ]       |
| 2001         | Audioslave                                             | - Chris Cornell (Soundgarden, Temple of the Dog, solo) - Tom Morello (Rage Against the Machine, Lock Up) - Tim Commerford (Rage Against the Machine) - Brad Wilk (Rage Against the Machine)                                                              | Albumi: Audioslave (2002), Out of Exile (2005), Revelations (2006)                                                                                                | [ 9 ]       |
| 2002         | Velvet Revolver                                        | - Scott Weiland (Stone Temple Pilots) - Slash (Guns N' Roses, Slash's Snakepit) - Duff McKagan (Guns N' Roses, Loaded, The Fartz) - Matt Sorum (Guns N' Roses, Hawk, The Cult) - Dave Kushner (Wasted Youth, Electric Love Hogs, Loaded)                 | Albumi: Contraband (2004), Libertad (2007) | [ 10 ]      |